# Texty.org.ua
Texty.org.ua — українське незалежне суспільно-політичне та аналітичне інтернет-видання, що поєднує класичну журналістику та журналістику даних. Створене у Києві 2010 року журналістами Анатолієм Бондаренком та Романом Кульчинським.
Texty.org.ua декларують себе частиною «повільних медіа», тобто заявляють про відмову від подачі «сенсацій», натомість акцентуючись на вдумливих статтях та журналістиці даних.

## Напрямки діяльності
Видання працює у двох напрямках: традиційна журналістика і журналістика даних.
Texty.org.ua проводять тренінги з журналістики даних і візуалізації, перекладають книги, що вважають важливими для українського суспільства. У рамках проєкту було перекладено підручник із ненасильницького спротиву, посібник із журналістики даних, посібник із верифікації даних, а також кілька довідників для роботи з даними.
Також щотижня на «Громадському радіо» виходить програма подкастів «По факту» з журналістами Texty.org.ua, які розповідають про дезінформацію, фейки й російську пропаганду.

## Історія
Видання почало працювати в червні 2010 року. Перед цим сайт мав назву ZaUa.org. Після припинення фінансування інвестором редакція змінила назву й почала незалежне існування.
2011 року вийшов проєкт із рейтингом українських ВНЗ на основі результатів зовнішнього незалежного оцінювання (ЗНО) абітурієнтів. Інтерактивна таблиця допомагала батькам та абітурієнтам підібрати університет, порівнюючи «ЗНО-рейтинг», кількість поданих заяв на одне місце, оплату за навчання тощо. За словами співзасновника і головного редактора Texty.org.ua Романа Кульчинського, цей проєкт мав значний успіх і привернув увагу донорських організацій. З того часу на сайті вийшли десятки робіт із журналістики даних.

## Проєкти із журналістики даних
Texty.org.ua спеціалізуються на створенні проєктів із журналістики даних. Тематики досліджень найрізноманітніші — історія, економіка, освіта, суспільство тощо. Ознайомитися з усіма дата-проєктами Texty.org.ua можна в окремому розділі на їхньому сайті. Станом на 2024 рік напрямок журналістики даних у редакції очолює дата-журналістка Євгенія Дроздова.
Окремим напрямком, який досліджують журналісти Texty.org.ua за допомогою машинного аналізу, є російська пропаганда та дезінформація. Станом на 2024 рік відділ дослідження російської дези очолює дата-журналістка Юлія Дукач.

## Нагороди та номінації
- «Честь професії» (2024) — фіналісти у номінації «Найкраща аналітика» за матеріал «Зайди, якщо зможеш. Ветеранам з інвалідністю вкрай важко пересуватися українськими містами»[13]
- Europen Press Prize (2024) — фіналісти у номінації Innovation за дата-проєкт «Украдені скарби»[14][15]
- Information is Beautiful Awards (2023) — відзнака у номінації Community Votes за дата-проєкт «Відтінки темряви»[16][17]
- «Честь професії» (2023) — перемога у номінації «Одним фронтом» за матеріал «Ядерний терор: як Росія взяла в заручники АЕС та енергодарців», який створено спільно з командою Запорізького центру розслідувань.[18][19]
- Sigma Awards (2020) — переможці в категорії «Найкраща інтерактивна новинна веб-сторінка» за проєкт «Свіжа деза з Росії» та «Фейкогриз».[20].[21][22] У фіналі проєкт змагався з роботами від таких видань, як The Washington Post, the Pudding та Neue Zürcher Zeitung.
- Премія «Високі стандарти журналістики» (2019) у категорії «За сталий, якісний медійний проєкт/продукт».[23]
- Медаль на конкурсі SND Digital[24] за проєкт «Земляна проказа» (2019) [25]
- Prix Europa[en] (2018) — номінація на нагороду в категорії «Онлайн-медіа» з інтерактивним матеріалом про незаконний видобуток бурштину «Земляна проказа»[26]. Проєкт Texty.org.ua єдиний представляв Україну на цьому конкурсі серед близько 70 номінантів.
- Національний конкурс журналістських розслідувань та аналітичних досліджень «Є-Розслідування» (2017) — журналіст Texty.org.ua Володимир Харченко посів перше місце в номінації «Журналістське розслідування»[27] за матеріал «26,6 млн грн витратила місцева влада на оплату статей і сюжетів про себе у ЗМІ»[28]
- Міжнародний конкурс у сфері журналістики даних Data Journalism Awards (2017) — журналістка видання Ярина Серкез здобула нагороду в номінації «Студенти та молоді журналісти даних року»[29].
- Інтерактивна візуалізація «Як знайти площу Леніна» у 2016-му визнана однією зі 100 найкращих карт року за версією англомовного блогу на тему картографії «Maps Mania»[30]

## Принципи фінансування
Видання фінансується завдяки грантам від донорських організацій, включаючи SIDA, NED, NDI, Міжнародний фонд «Відродження» Джорджа Сороса, а також краудфандингу. 

## Цікаві факти
У 2017 році Texty.org.ua присвятили статтю у книжці «Visual Journalism» видавництва «Gestalten», Берлін (с. 178-181).
У листопаді 2016 року Texty.org.ua разом з онлайн-платформою Prometheus запустили курс «Візуалізація даних» [Архівовано 25 лютого 2019 у Wayback Machine.].
У 2016 році викладач візуалізації в Університеті Маямі Альберто Каїро використав проєкт Texty.org.ua у своїй книжці «The Truthful Art: Data, Charts, and Maps for Communication» (с. 76—78, інтерактивна карта виборів до Верховної Ради 2012 року)

## Відвідуваність
За даними SimilarWeb, відвідуваність сайту Texty.org.ua за останні шість місяців 2024 року коливалася від 471 тисячі до 554 тисяч візитів щомісяця.